# Al Stewart

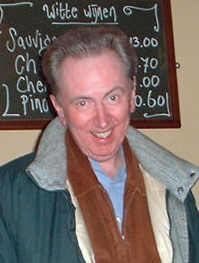
Al Stewart

Alastair Ian "Al" Stewart, född 5 september 1945 i Glasgow, Skottland, är en brittisk musiker och låtskrivare. Stewart är mest känd för hitsingeln "Year of the Cat" från 1976, producerad av Alan Parsons. 
Stewart växte upp i Wimborne i Dorset i England. Han flyttade till USA 1977.

## Diskografi
- Bed-Sitter Images (1967)
- Love Chronicles (1969)
- Zero She Flies (1970)
- Orange (1972)
- Past, Present and Future (1973)
- Modern Times (1975)
- Year of the Cat (1976)
- Time Passages (1978)
- 24 Carrots (1980)
- Live/Indian Summer (1981) (live)
- Russians and Americans (1984)
- Last Days of the Century (1988)
- Rhymes in Rooms (1992)
- Famous Last Words (1993)
- Between the Wars (1995)
- Seemed Like a Good Idea at the Time (1996)
- Down in the Cellar (2000)
- A Beach Full of Shells (2005)
- Sparks of Ancient Light (2008)
- Uncorked (2009) (live tillsammans med Dave Nachmanoff)